# Himeneu (Suñol)
L'Himeneu és una escultura de Jeroni Suñol conservada al Museo del Prado que va guanyar el Premi a la millor obra a l'Exposició Nacional de Belles Arts de Madrid de 1866 i una medalla de bronze a l'Exposició Universal de París de 1867.

## Història
Amb els diners que havia guanyat venent la seva escultura de Dant, Suñol va tornar a itàlia i va començar a treballar en una escultura d'un Himeneu.
Un cop finalitzada, l'obra va ser presentada a l'Exposició Nacional de Belles Arts de Madrid de 1866, amb la qual Suñol va obtenir la Medalla de Primera Classe. L'Himeneu va ser adquirit per l'Estat i Suñol va cobrar 3.500 pessetes, per Reial Ordre del 3 de maig de 1866. Segons una carta de Víctor Balaguer, l'obra va decorar durant un temps l'escala del Ministeri de Foment. Posteriorment va ser enviada a l'exposició universal de París de 1867, on va rebre el tercer premi.
Quan la van retornar a Espanya, estava trencada, partida en dos i amb un braç trencat. És per aquest motiu que es va guardar als magatzems del Museo del Prado. El 7 de maig de 1886, el director del museu, Federico de Madrazo, va accedir per Reial Ordre a dipositar l'obra a la Biblioteca Museu Víctor Balaguer de Vilanova i la Geltrú, a canvi que aquesta institució s'ocupés de la restauració. Víctor Balaguer, al seu torn, li va demanar a Suñol que fes un donatiu a Catalunya i que s'encarregués ell mateix de fer la restauració de l'obra. Suñol al seu torn va acceptar la proposta dient que -a canvi- faria un buidat de l'obra per al Museo del Prado. Suñol, en agraïment per la iniciativa de Balaguer, també va regalar al museu dos models dels evangelistes Sant Pere i Sant Pau. El 17 d'agost de 1886 l'Himeneu i el Sant Pau ja havien arribat al museu.
Posteriorment -es desconeix la data- l'obra va retornar al Prado.

## Descripció

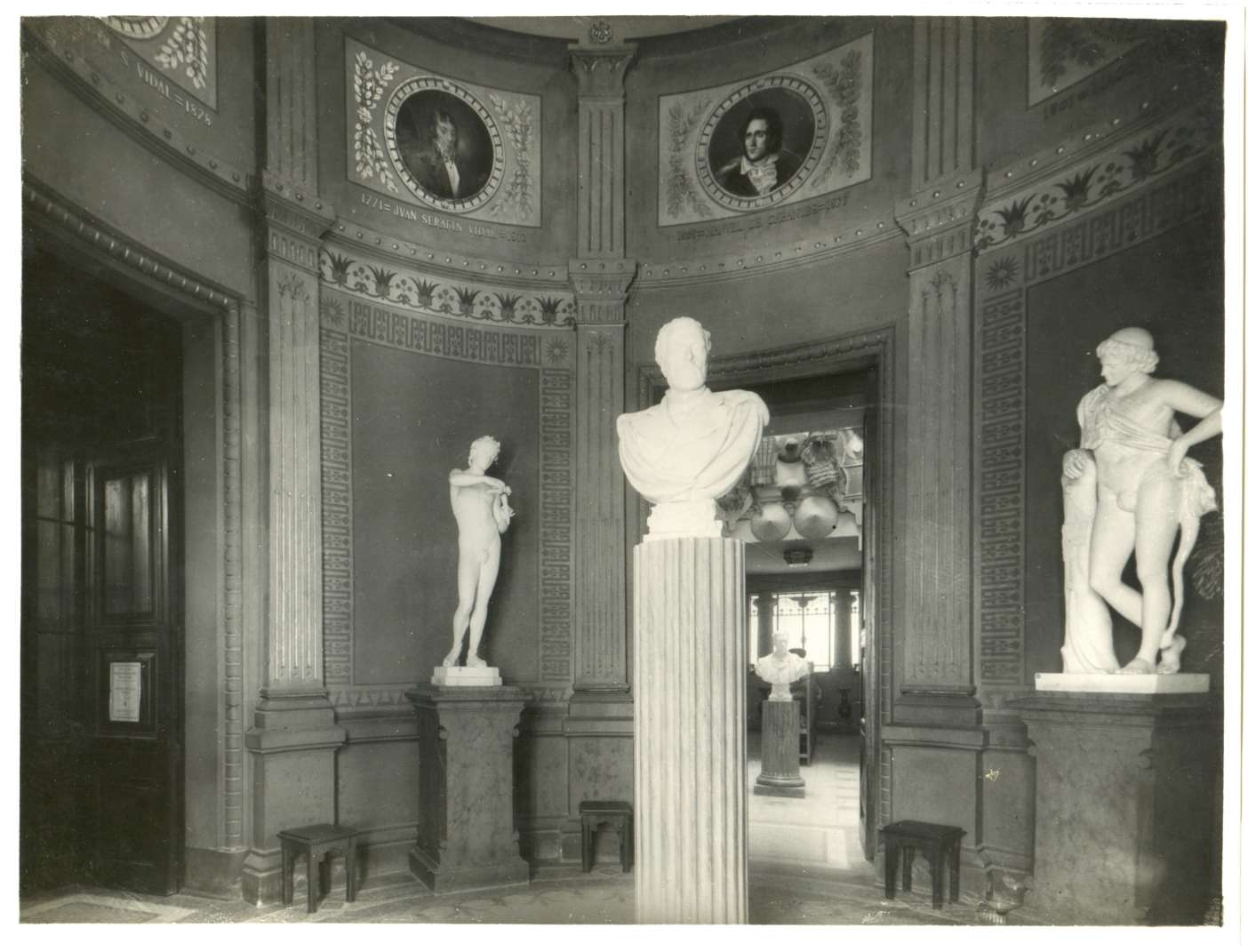
Himeneu de Suñol a la Rotonda de la Biblioteca Museu Víctor Balaguer. En primer pla, el Monument a Víctor Balaguer.

José Ramón Mélida va fer aquest comentari de l'obra:
| «                   | ... Tornant els ulls a la estatuària antiga, també va escometre el tema predilecte de l'art grec, inspirant-se en les seves obres: el nu. Tal és la bella estàtua d' Himeneu. Apareix el diví mosso arrogant, rialler, coronat de roses, en peu; l'elegant tors ondulant lleugerament i carregant sobre la cama dreta; amb l'esquerra lleugerament doblegada, recordant la postura dels atletes de Policlet; el braç destre al costat del cos; l'esquerre exempt, veient com arrela el foc de l'amor humà de la torxa que té en una mà, a la qual té en l'altra. A la inflexió, la línia que ondula des de la inclinada cap fins al centre abdominal, i des d'aquí, en sentit invers, fins al peu esquerre, hi ha un buf praxitelià, avivat per la morbidesa que li va prestar el natural. Com de distant es troba aquesta clàssica figura, d'aquelles que va produir el gust napoleònic amb el seu pretensiós dogmatisme arqueològic! Qualsevol de les estàtues a què ens referim, resultarà freda al costat de l'Himeneu de Suñol; perquè aquest, per executar la seva estàtua, no es va dispensar amb la contemplació dels marbres antics del atent examen de la Natura, que va saber engrandir i sublimar a la manera clàssica. El modelatge revela un estudi tan conscienciós com delicat, i el sentiment amb e1 que es va saber expressar l'autor la amorosa indolència i la suau morbidesa del al·legòric personatge. La filiació artística d'aquesta figura està en els juvenils déus de Praxíteles, la característica és la gràcia. El cap, sobretot el rostre, que respira la placidesa olímpica, i els peus calçats amb sandàlies, revela les impressions directes de l'estatuària hel·lènica; el cos, d'admirable elegància, construït amb unes proporcions que recorden les del cànon de Lisypo, el famós escultor d'Alexandre, i fins i tot les superen en esveltesa, guarda més relació que amb les estàtues antigues, amb les del Renaixement; i la mà dreta té una mica de miquelangelesc. | » |
| — José Ramón Mélida | |   |

## Premis i reconeixements
- 1866 - Medalla de primera classe en l'Exposición Nacional de Madrid.[7]
- 1867 - Medalla de bronze en l'Exposició Universal de París de 1867.[8][2][3]